# By George, by Bachman: Songs of George Harrison
By George, by Bachman: Songs of George Harrison is een muziekalbum van de Canadese zanger/gitarist Randy Bachman die (bekende en minder bekende) nummers van oud-Beatle George Harrison heeft bewerkt en opgenomen. Als George Harrison niet was overleden, dan was hij dit jaar 75 geworden. Voor zijn leeftijdsgenoot Randy Bachman  was dat aanleiding om dit album op te nemen. 

## George Harrison
Binnen the Beatles stond sologitarist George Harrison meestal in de schaduw van John Lennon en Paul McCartney, die ook de meeste liedjes schreven en zongen. Op het album With the Beatles (1963) verscheen de eerste compositie van George, Don't bother me. Dit werd gevolgd door I need you op het album Help! en If I needed someone op Rubber soul. George schreef vooral gevoelige, melodieuze liedjes zoals While my guitar gently weeps (op het album The Beatles uit 1968), Here comes the sun en Something (beide op het album Abbey Road uit 1969). 
Al in de periode van the Beatles bracht George Harrison enkele solo-albums uit. Nadat de band uiteen was gevallen verscheen zijn driedubbele album All Things Must Pass. Zijn eerste single My sweet Lord behaalde de eerste plaats in de Amerikaanse Billboard Hot 100, evenals de singles Give Me Love (Give Me Peace on Earth) uit 1973 en Got my mind set on you (1988). 
In 1988 vormde hij de Traveling Wilburys samen met Bob Dylan, Jeff Lynne, Tom Petty en Roy Orbison. In november 2001 overleed hij aan keelkanker. Hij is 58 jaar geworden. 

## Randy Bachman
De Canadese zanger/gitarist Randy Bachman heeft sinds de jaren zestig deel uitgemaakt van de band The Guess Who. Hij schreef het nummer American Woman, waarmee de band in 1970 een eerste plek behaalde in de Amerikaanse Billboard Hot 100 en een vijfde plaats in de Nederlandse Top 40. Een paar jaar later richtte hij Bachman-Turner Overdrive op, die een nummer één hit scoorde in de Verenigde Staten en een derde plek in Nederland met You ain't seen nothin' yet.

## Muziek
Op het album By George, by Bachman staan vooral nummers die George Harrison heeft gespeeld met the Beatles. Succesvolle nummers uit zijn latere solo-carrière zoals My sweet Lord en Got my mind set on you ontbreken op dit album. De oosterse muziek, waar George door werd beïnvloed, is terug te vinden in het nummer Between two mountains. 
De meeste nummers hebben een arrangement gekregen dat sterk afwijkt van het origineel. While my guitar gently weeps heeft een stevige rock bewerking gekregen, met een gitaarsolo van de Amerikaanse bluesgitarist  Walter Trout. Here comes the sun wordt gespeeld in een zonnige Jamaicaanse versie. If I needed someone heeft soul en funk elementen. Taxman, Don't bother me en Think for yourself hebben een heavy rock sausje gekregen. In Think for yourself is de melodie van My sweet Lord hier en daar te horen. Het eerste en laatste nummer van het album Between two mountains heeft Bachman zelf geschreven over de Beatles. John Lennon en Paul McCartney zijn de hoge bergen en George Harrison staat er tussen. 

## Tracklist
Alle nummers zijn geschreven door George Harrison, behalve Between two mountains (Bachman). Achter de songtitel staan het album en jaartal.
1. Between two mountains – Randy Bachman – duur: 4:23
2. If I needed someone – Rubber soul (1965) – duur: 4:14
3. You like me too much – Help! (1965) – duur: 4:38
4. While my guitar gently weeps -  The Beatles (1968)- duur: 6:06
5. Handle with care – The Traveling Willburys (1988) – duur: 4:18
6. Taxman – Revolver (1966) – duur: 3:21
7. I need you – Help! (1965) – duur: 3:44
8. Something – Abbey Road (1969) – duur: 5:02
9. Think for yourself – Rubber soul (1965) – duur: 3:24
10. Here comes the sun – Abbey Road (1969) – duur: 4:49
11. Don't bother me – With the Beatles (1963) – duur: 3:44
12. Give me love (give me peace on earth) – Living in the material world (1973) – duur: 2:58
13. Between two mountains (reprise) – Randy Bachman – duur: 1:28

## Medewerkers

### Begeleidingsband
- Mick Dalla-Vee: bas/keyboards/zang
- Marc LaFrance: drums/zang
- Brent Knudsen: zang/gitaar

### Overige medewerkers
- geluidstechnici: Jason Tawkin en Christian Stonehouse
- co-producer: Marc LaFrance
- ontwerp platenhoes: Antoine Moonen
- fotografie: Brian Campbell en Kevin Duffy